# أكياتوكية
أكياتوكية (الاسم العلمي: Acaiatuca)، جنس خنافس من فصيلة الخنافس طويلة القرون وفُصيلة خنافس طويلة القرون مسطحة الوجه. ويضم الأنواع التالية:
- Acaiatuca denudata Galileo & Martins, 2001
- Acaiatuca quadricostata (Tippmann, 1953)